# Трихомонада вагінальна
Трихомонада вагінальна (Trichomonas vaginalis) — один з видів джгутикових одноклітинних тварин. Спричиняє інфекційне захворювання — трихомоноз.

## Морфологічні особливості
Існує тільки у вегетативній формі, цист не утворює. Трофозоїт має грушоподібне тіло завдовжки 14—30 мкм. На передньому кінці тіла знаходяться 4 вільних джгутики й ундулююча мембрана, що доходить до середини тіла. Ядро одне, знаходиться ближче до переднього кінця тіла. Цитоплазма вакуолізована. Крізь усе тіло проходить аксостиль, який виступає на задньому кінці у вигляді шпички.

## Екологія
Паразитує в сечостатевих шляхах чоловіків та жінок. Спричинює інфекційне захворювання — трихомоноз. Клінічні прояви цього захворювання: запалення слизових оболонок статевих органів, гнійні виділення та біль. Трихомоноз у чоловіків проходить у вигляді уретритів у гострій та хронічній формі. Встановлено, що чоловіки можуть передати трихомонади здоровій жінці. Зараження відбувається статевим шляхом, а також через спільне користування предметами особистої гігієни. Наслідками захворювання є патологічні зміни у статевих залозах та безпліддя.